# Zgromadzenie Legislacyjne Jukonu

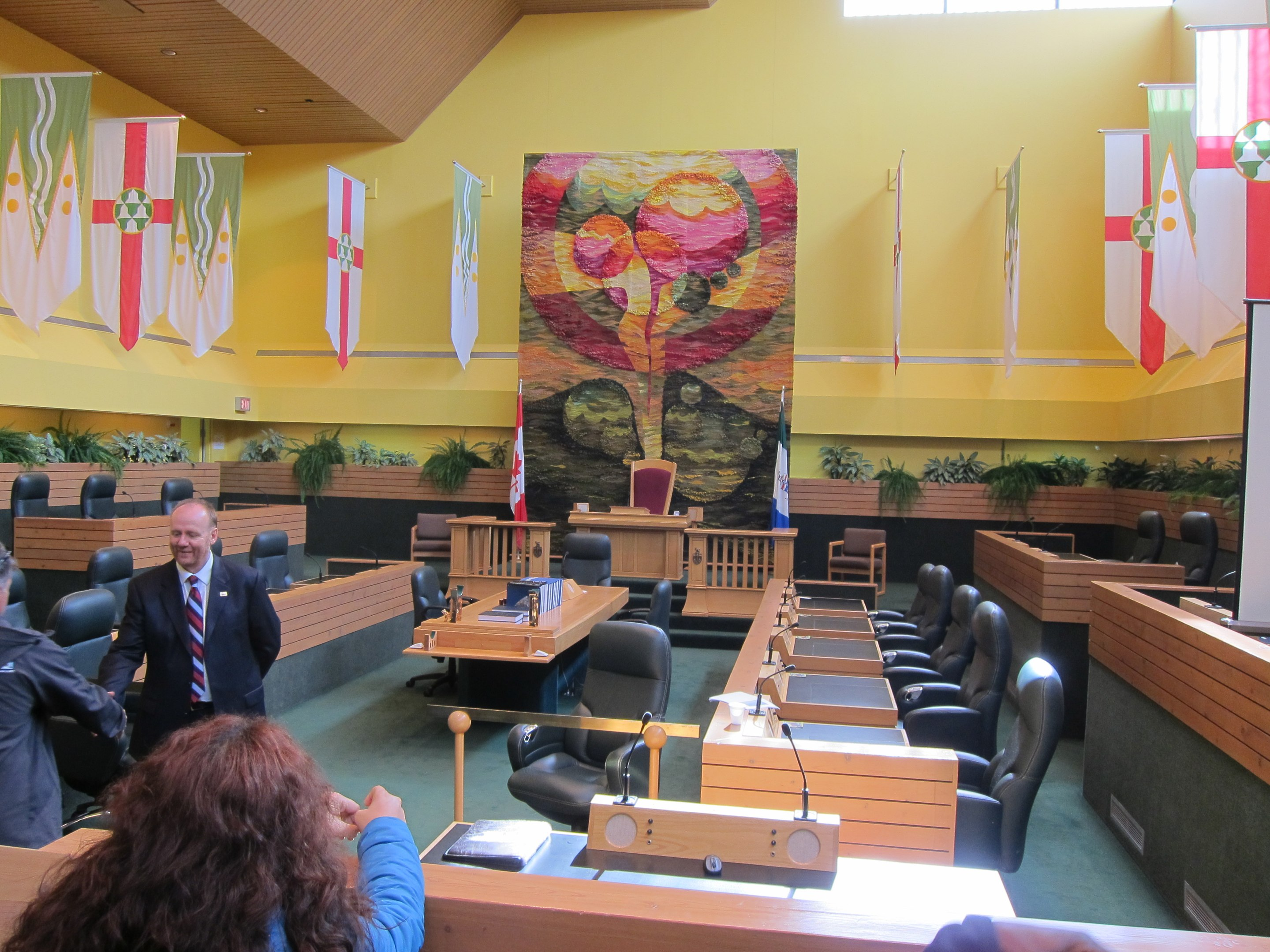
Zgromadzenie legislacyjne Jukonu

Zgromadzenie legislacyjne Jukonu – Legislative Assembly of Yukon jest ciałem ustawodawczym działającym w terytorium Kanady Jukon. Składa się współcześnie z 18 deputowanych Members of Legislative Assembly, w skrócie MLA. Deputowani wybierani są w szeregu jednomandatowych okręgów. Zgromadzenie legislacyjne zostało powołane w 1978 roku. Przed tą datą władzę ustawodawczą w terytorium sprawowała Rada Terytorialna Jukonu – w latach 1900 do 1907 częściowo wybieralna, częściowo mianowana, a od 1909 do 1978 całkowicie wybieralna.
| Kadencja | Data wyborów                 | Reprezentowane partie polityczne                                                                                 | Liczba deputowanych (MLA) |
| -------- | ---------------------------- | --- | ------------------------- |
| 1        | 20 listopada 15 grudnia 1978 | Konserwatywna Partia Jukonu – 11 Liberalna Partia Jukonu – 2 Nowa Demokratyczna Partia Kanady – 1 Niezależni – 2 | 16                        |
| 2        | 7 czerwca 1982               | Konserwatywna Partia Jukonu – 10 Nowa Demokratyczna Partia Kanady – 6                                            | 16                        |
| 3        | 13 maja 1985                 | Nowa Demokratyczna Partia Kanady – 8 Konserwatywna Partia Jukonu – 6 Liberalna Partia Jukonu – 2                 | 16                        |
| 4        | 20 lutego 1989               | Nowa Demokratyczna Partia Kanady – 9 Konserwatywna Partia Jukonu – 7                                             | 16                        |
| 5        | 19 października 1992         | Partia Jukonu – 7 Nowa Demokratyczna Partia Kanady – 6 Liberalna Partia Jukonu – 1 Niezależni – 3                | 17                        |
| 6        | 30 września 1996             | Nowa Demokratyczna Partia Kanady – 11 Partia Jukonu – 3 Liberalna Partia Jukonu – 3                              | 17                        |
| 7        | 17 kwietnia 2000             | Liberalna Partia Jukonu – 10 Nowa Demokratyczna Partia Kanady – 6 Partia Jukonu – 1                              | 17                        |
| 8        | 4 listopada 2002             | Partia Jukonu – 12 Nowa Demokratyczna Partia Kanady – 5 Liberalna Partia Jukonu – 1                              | 18                        |